# Таскин, Сергей Николаевич
Сергей Николаевич Таскин (1863—?) — вице-губернатор Амурской области, действительный статский советник (1900).
Родился в дворянской семье. Учился в 1-й Санкт-Петербургской гимназии, откуда перешёл в 1877 году в Императорский Александровский лицей, который окончил в 1883 году.
В 1884—1888 году служил в хозяйственном департаменте Министерства финансов. В 1888 году прибыл на Сахалин вместе с назначенным начальником острова В. О. Кононовичем; с 9 июля до конца года был начальником Александровского округа. При отсутствии начальника острова он выполнял его обязанности по гражданской части. Контролировал работу морской пристани (с 1889), типографии (с 1890), в 1895—1898 годах заведовал ссыльнокаторжными командами при постройке Уссурийской железной дороги. В 1890 году познакомился с А. П. Чеховым. Возвращаясь с Сахалина, Чехов ехал до Одессы с женой Таскина — Еленой Александровной.
С 14 сентября 1901 года — в чине действительного статского советника.
В 1898 году был назначен вице-губернатором Амурской области. Был почётным мировым судьёй Благовещенского округа. По болезни был уволен от службы 26 января (8 февраля) 1909 года.
Был награждён орденами Св. Станислава 3-й (1886), 2-й (1891) ст. и 1-й ст. (1904), Св. Владимира 4-й (1898) и 3-й ст. (1900), медалями.